# グレース教会 (ニューヨーク市)

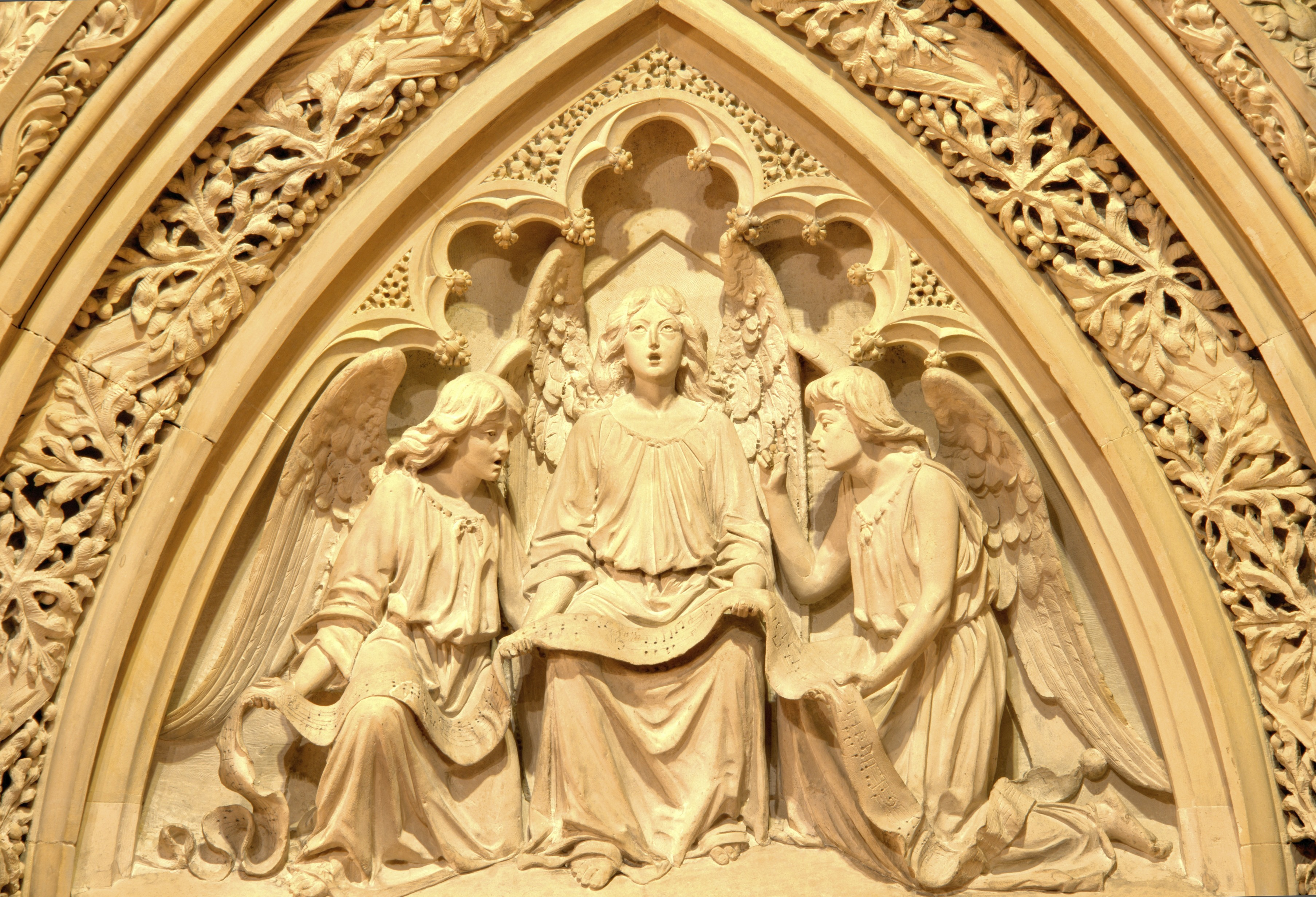
正面破風飾り

グレース教会（英: Grace Church）またはグレース教会と付属物（英: Grace Church and Dependencies）は、ニューヨーク市マンハッタン区ブロードウェイ802号にある、ニューヨーク市聖公会教区における歴史ある全日礼拝の可能な教区教会である。10丁目通りに近くブロードウェイがニューヨーク大学やイースト・ヴィレッジの中間に曲がる所に位置する。

## 歴史と建築
グレース教会は、ジェームズ・レンウィック・ジュニアが設計したゴシック復古調の傑作であり、レンウィックにとって初めて受けた大きな注文だった。1843年、グレース教会が立っている土地はヘンリー・ブレボートから買い上げられた。ブレボートの甥で当時23歳だったレンウィックはまだ完成作品と言えばボウリンググリーン噴水だけだったが、教会建築の注文を受けた。グレース教会はその建築的重要さとニューヨーク市の歴史におけるその地位の故に国定歴史建造物に指定されている。

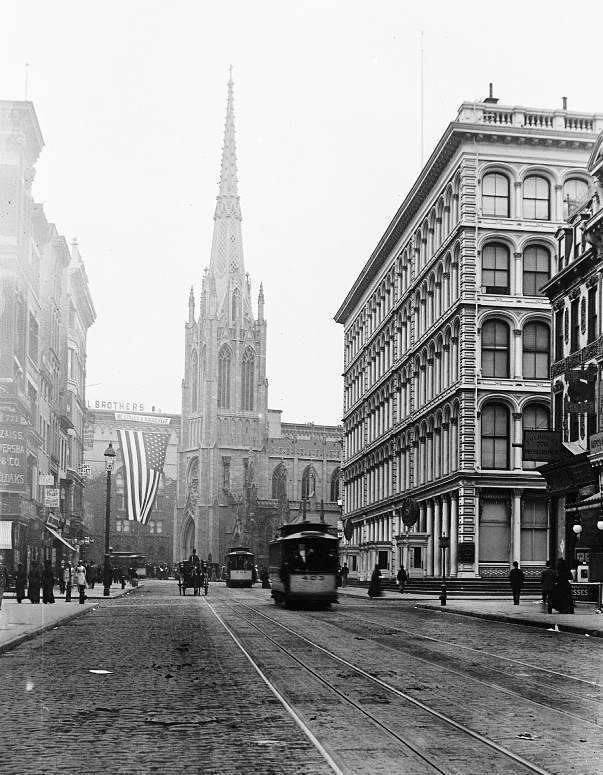
グレース教会、1900年頃

新しい教会の礎石は1843年に据えられ、1846年に献堂された。その年1月の教区会議事録には新しい教会の建設費用詳細が記されており、石を切り出したシンシン州立刑務所からの労働者費用から祭壇布の刺繍費用までが含まれている。やはり1846年に建設されたトリニティ教会と同様、ゴシック復興調建築様式で設計されており、木材、石膏（石に見えるように細工された）および木摺の構造であるにも拘わらず、中世ゴシック大聖堂の石造り構造に対抗するものになっている。その建築後全世代を通じて、ニューヨークでも最も人気がある教会になった。「長年グレース教会は流行を行くニューヨークの中心だった」と1869年にマシュー・ヘイル・スミスは記し、「その壁の内側で結婚し埋葬されることは無上の喜びと考えられてきた」と記している。
高い祭壇の上にある東の窓は1878年にイギリスのステンドグラス製造者クレイトン・アンド・ベルによって制作され、内陣および教会全体を見下ろしている。「テ・デウム」の窓の主題は称賛である。中央上に座り、キリストに向けて顔を上げている人物達は預言者、使徒、殉教者および世界全体を表している。
伝道者のモザイク画のある祭壇画はフランスとイタリアの大理石およびカーン石で造られており、マタイ、マルコ、ルカおよびヨハネの4人の福音書作家を表し、その横の復活したキリストは「あらゆる世界に行って信者を育てよ...」という任務を与えている。この作品は祭壇とともにレンウィックによって設計され、1878年にエリン・アンド・キットソンによって制作された。ハインズとラ・ファージュによって設計された改修で内陣は15フィート (4.5 m) 伸ばされ、1903年に聖歌隊席が置かれた。

## 礼拝
グレース教会は週間を通じて全日制で祈祷とユーカリストのサービスを提供しており、また結婚式や洗礼のような特別な機会にも対応できる。この教会が提供できるその他のサービスとして、地域社会への奉仕活動、成人のための精神教育および子供と青年の礼拝がある。
グレース教会はその男性と少年の聖歌隊（1894年設立）で知られており、オルガンの定期リサイタルを含め豊富な音楽プログラムでは、偉大な古典派作曲家の作品を演奏している。